# نهر وادي عباس
نهر أوريتو أو نهر وادي عباس (كما ذكره ابن حوقل) هو نهر صقلي يتدفق في وادي عباس ويمتد حوضه إلى أراضي بلديات ألتوفونتي ومونريالي وباليرمو. وقد اشتهر المكان بسبب وقوع معركة بين المسيحيين والمسلمين في النهر، على قمة جسر كورليوني الحالي.

## فهرس
- كونتينو أ.، كوسيمانو أندريا، بوفا ب.، جاتو أ. (2010) - وادي أوريتو. الجوانب الجيولوجية والجيومورفولوجية والهيدروجيولوجية والنباتية لحوض في شمال غرب صقلية. منطقة صقلية - شركة الغابات الإقليمية الحكومية، جامعة باليرمو - قسم الجيولوجيا والمساحة بجامعة باليرمو، أكاديمية العلوم والآداب والفنون المتوسطية الأوروبية - منظمة غير ربحية، تيرميني إيميريسي، سلسلة غابات صقلية رقم 46، 216 صفحة، 26 شكلًا. ، صناعة الجرافيك ساركوتو، أجريجينتو.
- "Le vie d'Italia (aprile 1931)": 273–280. اطلع عليه بتاريخ 2025-06-18. {{استشهاد بدورية محكمة}}: الاستشهاد بدورية محكمة يطلب |دورية محكمة= (مساعدة)

## روابط خارجية
- {{استشهاد ويب}}: استشهاد فارغ! (مساعدة)
- Il Fiume Oreto su "I Luoghi del Cuore" del FAI - Fondo Ambiente Italiano